# سافوا (إقليم فرنسي)
سافوا 73  (بالفرنسية: Savoie)‏ هو إقليم فرنسي تابع لمنطقة رون ألب . عدد سكانه 442,468 نسمة وفق تعداد عام 2021. الكثافة السكانية في الإقليم 73.4 نسمة لكل كيلومتر مربع.

تعليق

تعليق

## أعلام
- مارسيل جيرمان بيرير